# リブロース-5-リン酸-3-エピメラーゼ
リブロース-5-リン酸-3-エピメラーゼ(Ribulose-phosphate 3-epimerase、EC 5.1.3.1)は、還元的ペントースリン酸回路において、D-リブロース-5-リン酸をD-キシルロース-5-リン酸に変換する酵素である。
D-リブロース-5-リン酸 {\displaystyle \rightleftharpoons } D-キシルロース-5-リン酸
従って、この酵素の基質はD-リブロース-5-リン酸の1つ、生成物はD-キシルロース-5-リン酸の1つである。
この酵素は異性化酵素、特に炭水化物及びその類縁体に作用するラセマーゼ、エピメラーゼに分類される。
金属耐性細菌Cupriavidus metalliduransは、この酵素をコードする2つの遺伝子を持っていることが知られている。1つは染色体のP40117、もう1つはプラスミドのQ04539である。この酵素は、幅広い種類の細菌、古細菌、菌類、植物で見られる。全てのタンパク質は、209から241アミノ酸残基であり、TIMバレル構造を持つ。
この酵素の系統名は、D-リブロース-5-リン酸 3-エピメラーゼ(D-ribulose-5-phosphate 3-epimerase)である。PPEとも呼ばれる。
この酵素は、ペントースリン酸経路、ペントースとグルクロン酸の相互変換、炭酸固定の3つの代謝経路に関与している。

## 構造
2007年末時点で、4つの構造が解明されている。蛋白質構造データバンクのコードは、1H1Y、1H1Z、1RPX、1TQJである。